# Vlaamse Wiskunde Olympiade
De Vlaamse Wiskunde Olympiade (VWO) is een wiskundewedstrijd voor scholieren die jaarlijks in Vlaanderen wordt georganiseerd sinds schooljaar 1985-1986. De wedstrijd tracht de wiskundebeleving bij jongeren te stimuleren. De organisatie gebeurt door VWO vzw, waarvan de meeste leden professoren zijn aan de wiskundige vakgroepen van de Vlaamse universiteiten die de VWO actief steunen.
Aan de wedstrijd kunnen alle leerlingen van het derde, vierde, vijfde en zesde jaar secundair onderwijs, uit eender welke richting deelnemen. De wedstrijd voor het derde en vierde jaar, die pas later is ontstaan, heet Junior Wiskunde Olympiade. De leerlingen kunnen via de school deelnemen. De eerste ronde, die bestaat uit 30 meerkeuzevragen, wordt georganiseerd in de deelnemende scholen zelf, op hetzelfde ogenblik, en telkens onder toezicht van een schoolverantwoordelijke. De tweede ronde, waaraan de besten uit de eerste ronde mogen deelnemen, wordt georganiseerd per provincie. Nu krijgen de deelnemers slechts twee uur de tijd om weer dertig vragen op te lossen. De besten daarvan mogen naar de nationale finaleronde. Daar krijgen ze vier open vragen, die ze op drie uur moeten oplossen. De deelnemers van deze eindronde krijgen op een officiële proclamatieplechtigheid een getuigschrift van deelname overhandigd. Volgens hun klassering wordt bovendien een prijs toegekend. De jury selecteert drie Vlaamse finalisten, die samen met drie finalisten van de Olympiade Mathématique Belge naar de internationale finale mogen, waar men zich meet met deelnemers uit 90 andere landen.